# Roger Bielle
Roger Bielle (* 26. August 1928 in Mérignac, Département Gironde; † 11. Dezember 2014 in Pessac) war ein französischer Ringer.

## Werdegang
Roger Bielle begann als Jugendlicher beim Sportverein Club de l'Esperance de Merignac mit dem Ringen. Sein erster Trainer war dort Roger Molina. 1949 wechselte er nach Bordeaux. Er betätigte sich in beiden Stilarten, griechisch-römischer und freier Stil. Bereits Ende der 1940er Jahre gehörte er zu den besten französischen Ringern in diesen Stilarten im Feder- bzw. Leichtgewicht. 1949 belegte er bei der französischen Meisterschaft im griechisch-römischen Stil im Federgewicht den 3. Platz. 1951 wurde er erstmals französischer Meister. Er errang diesen Titel im freien Stil im Leichtgewicht. Bis zum Ende seiner ungewöhnlich langen Laufbahn gewann er bis 1962 dann noch insgesamt 17 weitere französische Meistertitel.
Seine internationale Karriere begann im Jahre 1950 bei der Weltmeisterschaft im griechisch-römischen Stil in Stockholm. Noch unerfahren musste er dort im Federgewicht zwei Niederlagen einstecken und kam auf den 12. Platz.
Bis zum Jahre 1962 startete sich Roger Bielle dann regelmäßig bei den Weltmeisterschaften und 1952, 1956 und 1960 auch bei den Ringerwettkämpfen bei den Olympischen Spielen in Helsinki, Melbourne und Rom. Die besten Platzierungen, die er dabei erreichte, war jeweils ein 4. Platz bei den Weltmeisterschaften im freien Stil 1951 in Helsinki und im griechisch-römischen Stil 1955 in Karlsruhe. In Karlsruhe gelangen ihm dabei im Federgewicht vier Siege, u. a. auch über die starken Ringer Umberto Trippa aus Italien und Joseph Mewis aus Belgien.
1956 siegte Roger Bielle in Hof (Saale) in einem Länderkampf Frankreich gegen die BRD gegen Heinz Heller aus Hof knapp nach Punkten.
Weitere gute Platzierungen erreichte er noch bei den Weltmeisterschaften 1959 in Teheran und 1962 in Toledo, wo er jeweils den 8. Platz belegte.
1960 und 1962 stand er in der französischen Ringer-Nationalmannschaft, die Länderkämpfe gegen die Bundesrepublik Deutschland bestritt. Er unterlag dabei gegen Klaus Rost aus Witten und Edmund Seger aus Freiburg jeweils nach Punkten.
Roger Bielle gehörte zusammen mit René Chesneau ohne Zweifel zu den dominierenden Ringern in Frankreich in den 1950er Jahren. Nach dem Ende seiner Ringerlaufbahn war er viele Jahre lang im französischen Ringerverband als Trainer tätig.

## Internationale Erfolge
(OS = Olympische Spiele, WM = Weltmeisterschaft, GR = griechisch-römischer Stil, F = freier Stil, Fe = Federgewicht, Le = Leichtgewicht, damals bis 62 kg bzw. 67 kg Körpergewicht)
- 1950, 12. Platz, WM in Stockholm, GR, Fe, nach Niederlagen gegen Bohumil Kurz, Tschechoslowakei und Antonio Randi, Italien;

- 1951, 4. Platz, WM in Helsinki, F, Fe, hinter Nurettin Zafer, Türkei, Ilmari Ruikka, Finnland und Henry Holmberg, Schweden, vor Ferdinand Schmitz, BRD u. Mehdi Mohgrabi, Iran;

- 1952, 14. Platz, OS in Helsinki, F, Fe, mit einem Sieg über Gonzalo Manibog, Philippinen u. Niederlagen gegen Bayram Şit, Türkei u. Ibragim Dadaschew, UdSSR;

- 1953, 12. Platz, WM in Neapel, GR, Le, mit einem Sieg über Ferdinand Philippi, Saarland u. Niederlagen gegen Tevfik Yüce, Türkei u. Giuseppe Pirazzoli, Italien;

- 1954, 5. Platz, WM in Tokio, F, Le, mit einem Sieg über Mateo Tanaquin, Philippinen u. Niederlagen gegen Gyula Tóth, Ungarn u. Jahanbakht Tofigh, Iran;

- 1955, 4. Platz, WM in Karlsruhe, F, Fe, mit Siegen über Bartolomäus Brötzner, Österreich, Anton König, Saarland, Joseph Mewis, Belgien u. Umberto Trippa, Italien u. Niederlagen gegen Artjom Terjan, UdSSR u. Gunnar Håkansson, Schweden;

- 1955, 1. Platz, Mittelmeerspiele in Barcelona, F, Le, vor Bruno Granaiola, Italien u. Tevfik Yüce;

- 1956, 1. Platz, Turnier in Heusweiler, F, Le, vor Karl Scherm, BRD, Mehmet Güloglu, Türkei, Madsen, Dänemark u. Rook, DDR;

- 1956, 8. Platz, OS in Melbourne, GR, Fe, nach Niederlagen gegen Gunnar Håkansson u. Rauno Mäkinen, Finnland;

- 1956, 11. Platz, OS in Melbourne, F, Le, mit einem Sieg über Väinö Hakkarainen, Finnland u. Niederlagen gegen Imam-Ali Habibi, Iran u. Garibaldo Nizzola, Italien;

- 1958, 10. Platz, WM in Budapest, GR, Le, mit einem Sieg über Eliahu Kadosh, Israel, einem Unentschieden gegen Erik Thomsen, Dänemark u. einer Niederlage gegen Wiktor Wasin, UdSSR;

- 1959, 2. Platz, Mittelmeerspiele in Beirut, F, Le, hinter Celebi, Türkei u. vor Manganas, Griechenland;

- 1959, 2. Platz, Mittelmeerspiele in Beirut, GR, Le, hinter Rıza Doğan, Türkei u. vor Balbaa, Ägypten;

- 1959, 8. Platz, WM in Teheran, F, Le, mit einem Unentschieden gegen Mohamed Ashraf-Din, Pakistan u. einer Niederlage gegen Enju Waltschew Dimow, Bulgarien;

- 1960, 12. Platz, OS in Rom, F, Le, mit einem Sieg über Amin Nazem, Libanon u. Niederlagen gegen Raymond Loughead, Kanada u. Mohamed Astraf-Din;

- 1962, 10. Platz, WM in Toledo, F, Le, mit einem Sieg über Kurt Böse, Kanada u. Niederlagen gegen Kurt Fedier, Schweiz u. Gregory Ruth, USA;

- 1962, 8. Platz, WM in Toledo, GR, Le, mit Siegen über Nikolaos Simandiras, Griechenland u. Raul Romero, Argentinien, einem Unentschieden gegen Kjeld Madsen, Dänemark u. einer Niederlage gegen James Burke, USA